# Divina Comédia
A Divina Comédia (em italiano:  La Divina Commedia, originalmente Comedìa e, mais tarde, denominada Divina Comédia por Giovanni Boccaccio) é um poema de viés épico e teológico da literatura italiana e mundial, sobre os fundamentos da fé cristã, escrito por Dante Alighieri no século XIV e dividido em três partes: o Inferno, o Purgatório e o Paraíso.

## Contexto e sentido
| “ | POR MIM, SE VAI À CIDADE DOLOROSA; POR MIM, SE VAI ÀS PENAS ETERNAS; POR MIM, SE VAI JUNTO DA GENTE PERDIDA. A JUSTIÇA MOVEU O MEU SUPREMO AUTOR. […] ANTES DE MIM COISA NENHUMA FOI CRIADA, A NÃO SER O ETERNO, E ETERNAMENTE EXISTIREI: VÓS, QUE ENTRAIS, ABANDONAI TODA A ESPERANÇA. Estas palavras sombrias vi escritas sobre uma porta e disse: «Meu mestre [Dante dirige-se a Virgílio], não apreendo o seu significado.» E ele, como homem clarividente, assim me respondeu: «Deve deixar-se aqui todo o receio; aqui deve morrer toda a baixeza. Chegámos ao lugar onde te disse que verias a gente condenada que o bem do espírito perdeu». | ” |
| — Dante Alighieri, A Divina Comédia, O Inferno, Canto III, Mem Martins, Publicações Europa-América, 2007 (adaptado) | |   |

Escrito originalmente em italiano vulgar baseado no dialeto toscano da época e bastante semelhante ao italiano atual (e não em latim, como fazia-se comum à época), trata-se de um poema articulado por trilogias, entre elas as formadas por Razão, Humano e Fé, Onça, Leão e Loba, Pai, Filho e Espírito Santo. Como sugerido pelo próprio nome, a história tem um final feliz: na época em que Dante escreveu o poema os textos eram separados entre Comédia, obras dotadas de finais felizes, e Tragédias, com finais contrastantes aos das Comédias, segundo o Sentido Aristotélico das Palavras.
Não há registro da data exata em que foi escrita, mas as opiniões mais reconhecidas asseguram que o Inferno pode ter sido composto entre 1304 e 1307-1308, o Purgatório de 1307-1308 a 1313-1314 e, por último, o Paraíso, de 1313-1314 a 1321 (esta última data coincide com a morte de Dante).
O poema - talvez o maior do Ocidente - descreve uma viagem onde se sucedem diversos acontecimentos. Sua força está na riqueza das inúmeras alegorias, que tornam o relato atemporal.
Dante escreveu a "Comédia" - um poema de estrutura épica, com propósitos filosóficos - no seu dialeto local, o florentino, que é uma variedade do toscano. O poeta demonstrou que o florentino (muito próximo do que hoje é conhecido como língua italiana), uma língua vulgar (em oposição ao latim, que se considerava como a língua apropriada para discursos mais sérios), era adequado para o mais elevado tipo de expressão, estabelecendo-o como italiano padrão. De fato, é a matriz do italiano atual.
Há quem veja esta obra como a Suma Teológica, de São Tomás de Aquino, em verso.
Grandes pintores de diferentes épocas criaram ilustrações para a Divina Comédia, destacando-se Botticelli, Gustave Doré e Dalí.
A Divina Comédia é a fonte original mais acessível para a cosmovisão medieval, que dividia o Universo em círculos concêntricos. A obra moderna mais conhecida a respeito dessa cosmovisão é The Discarded Image, de C. S. Lewis, ilustrada por Gustave Doré.
Explicações sobre o sentido do simbolismo na obra são complexas e muito debatidas, como é o caso de se saber exatamente o significado da amada Beatriz: seria ela apenas um amor carnal, o estado, a igreja, o amor metafísico ou outro? O próprio Dante confirma esta complexidade afirmando que a obra possui quatro sentidos sobrepostos: literal, moral, alegórico e místico.

## Estrutura
Cada uma das três partes do poema (Inferno, Purgatório e Paraíso) está dividida em 33 cantos, com mais um a título de introdução, a obra soma 100 cantos, número que significaria a perfeição da perfeição. Além do próprio Dante, três são os personagens principais: Virgílio, guia no inferno e purgatório, Beatriz guia no paraíso terrestre e São Bernardo, guia nas esferas celestes. A obra soma também 14.233 versos em, a partir de então chamados, "tercetos dantescos".

## Sinopse

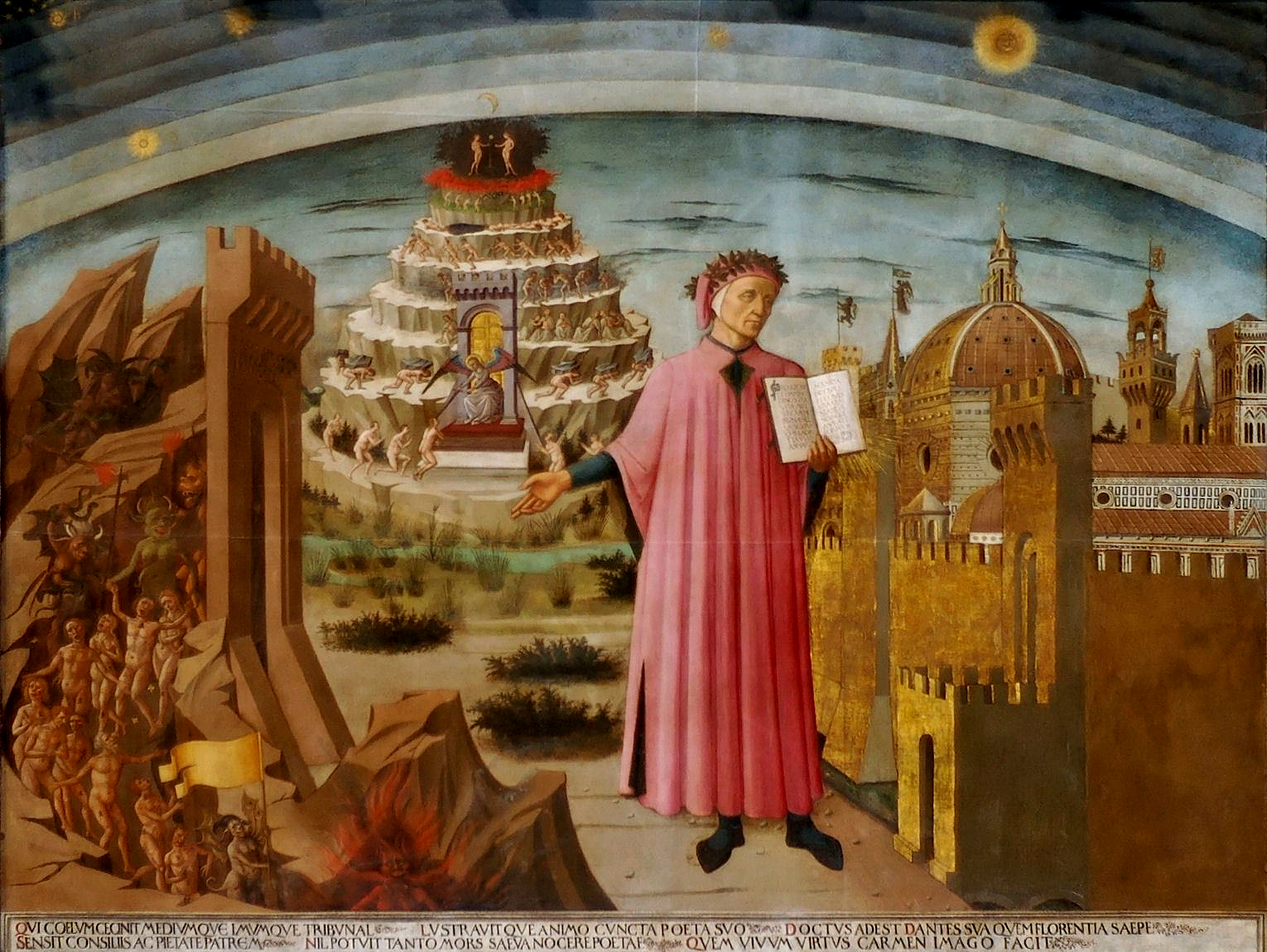
A exploração de Dante do mundo espiritual Afresco de Michelino

A Divina Comédia propõe que a Terra está no meio de uma sucessão de círculos concêntricos que formam a Esfera armilar e o meridiano onde é Jerusalém hoje seria o lugar atingido por Lúcifer ao cair das esferas mais superiores e que fez da Terra Santa o Portal do Inferno. Portanto o Inferno, responderia pela depressão do Mar Morto, onde todas as águas convergem, e o Paraíso e o Purgatório seriam os segmentos dos círculos concêntricos que juntos respondem pela nomecânica celeste e os cenários comentados por Dante, num poema envolvendo todos os personagens bíblicos do Antigo ao Novo Testamento, que são costumeiramente encontrados nas entranhas do Inferno. 

CANTO I
No começo do poema, o próprio autor, Dante Alighieri, encontra-se perdido numa selva escura hostilizado por uma loba, um leão e uma pantera. Dante passa então a ser guiado por Virgílio, o autor romano da Eneida, para penetrar nos infernos. 
CANTO II
Após invocar as musas, Dante é visitado por Beatrice, que o convence a seguir jornada.  

### Inferno
CANTO III

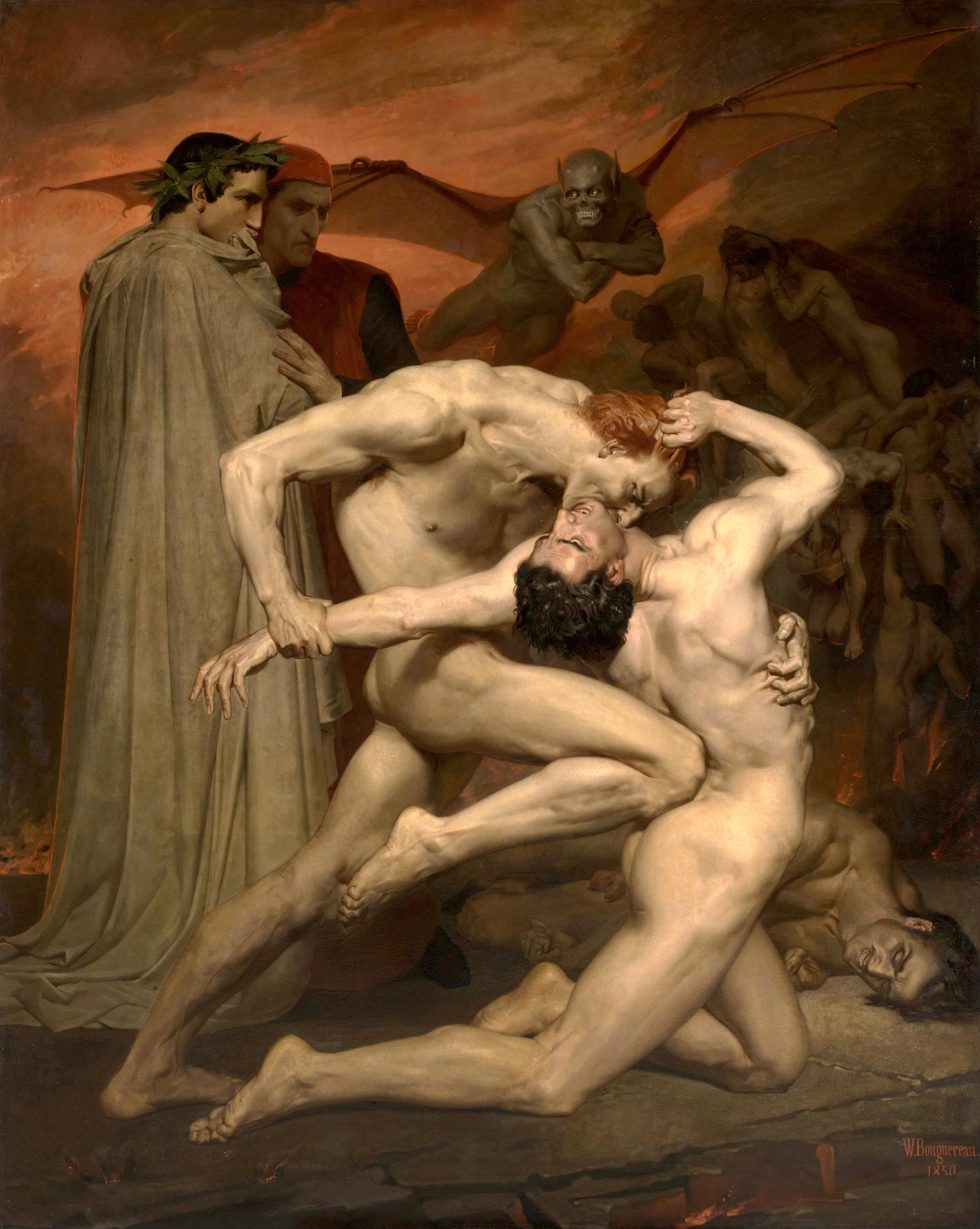
Dante e Virgílio no Inferno, por Bouguereau, no Museu de Orsay

Dante e Virgílio chegam ao vestíbulo do Inferno (que tem nove círculos). Entre o vestíbulo e o 1° Círculo está o rio Aqueronte, no qual se encontra Caronte, o barqueiro que faz a travessia das almas. Dante é muito pesado para fazer a travessia no barco de Caronte, pelo fato de ser vivo, porém Virgílio adverte o mitológico barqueiro de que a travessia do rio através de seu barco é mister devido a uma ordem celeste. É através deste barco que Virgílio e Dante atravessam o rio.
CANTO IV
O limbo é o local onde as almas que não puderam escolher Cristo, mas escolheram a virtude, vivem a vida que imaginaram ter após a morte. Não têm a esperança de ir ao céu pois não tiveram fé em Cristo. Aqui também ficam os não batizados e aqueles que nasceram antes de Cristo, como Virgílio. Na mitologia clássica, o Limbo não fica no inferno, mas suspenso entre o céu e o mundo dos mortos. Na poesia de Dante não se tem uma noção precisa de como se chega lá, pois o poeta desmaia no ante-inferno e quando acorda já está no Limbo, o primeiro círculo infernal.
No Limbo, Dante encontra Homero (século IX a.C. ou século VIII a.C.) a quem tradicionalmente se atribui a autoria dos poemas épicos Ilíada, que narra a queda de Troia, e Odisseia, que narra o retorno de Ulisses da guerra de Troia e suas viagens; Ovídio (43 a.C. a 17 d.C.) poeta romano autor de várias obras, entre as quais obras de mitologia como: Metamorfoses; e Horácio (65 a.C. a 8 d.C.) poeta romano lírico e satírico, autor de várias obras primas da língua latina, entre as quais Ars Poetica.
CANTO V
No segundo círculo começa o Inferno propriamente dito. Nesse círculo ficam os luxuriosos que sofrem com uma tempestade de vento. Lá ele encontra Francesca de Rimini e seu amante, que é o seu cunhado.
CANTO VI
No terceiro círculo os gulosos são flagelados por uma chuva putrefacta e são vigiados pelo mitológico cão de três cabeças, Cérbero.
CANTO VII
No quarto círculo desfilam os avarentos empurrando pesos enormes. No quinto círculo ficam os iracundos, imersos em lama ardente do Pântano do Estige. Os insolentes soberbos também.
CANTO VIII
Para atravessar o pântano eles apanham boleia do demônio Etagias, que os deixa na porta da cidade de Dite. Essa cidade tem muralhas de fogo e está na parte mais funda do Inferno, onde as culpas são muito mais fortes e as punições também. Os demônios não querem que Dante nem Virgílio entrem, pois Dante não está morto.
CANTO IX
Então aparecem as três Fúrias, e com elas aparece a Medusa, que petrifica quem a olhe. Um enviado celeste chega e abre as portas de Dite.
CANTO X
No sexto círculo, Dante e Virgílio recomeçam a viagem por dentro de Dite. Lá eles veem nos túmulos de fogo os hereges. Os hereges eram queimados em fogueiras quando estavam vivos.
CANTO XI
Virgílio descreve a Dante a estrutura dos círculos do inferno.
CANTO XII
Em rios de sangue estão os assassinos, os violentos com o próximo e ficam sendo atingidos por flechas dos centauros, que abordam os poetas e são domados por Virgílio.
CANTO XIII
Os violentos contra si mesmos são transformados em árvores e tem suas folhagens devoradas por harpias. Os esbanjadores são perseguidos e devorados por cadelas ferozes e famintas.
CANTOS XIV e XV
No sétimo círculo ficam os violentos com Deus e contra a natureza. Estão deitados e levam chuva de fogo e os outros além da chuva de fogo ficam caminhando. Os usurários (agiotas) estão sentados e sofrem a chuva de fogo.
CANTO XVI
Num dos compartimentos do sétimo círculo, Dante reconhece compatriotas condenados pelo ato da sodomia.
CANTO XVII
Saindo da cidade encontram um precipício que não conseguem cruzar; existe um monstro alado que voa vagarosamente e os leva até o fundo do precipício, e lá eles encontram o oitavo círculo.
CANTO XVIII E XIX
O oitavo círculo é dividido por dez fossos que são ligados por pontes. Alguns papas estão presentes pelo pecado da venda de coisas sagradas.
CANTO XX
No quarto compartimento, são punidos os adivinhas.
CANTO XXI E XXII
No quinto compartimento são punidos os trapaceiros.
CANTO XXIII
No sexto compartimento são punidos os ladrões picados por serpentes.
CANTO XXIV e XXV
No sétimo compartimento os ladrões são punidos por serpentes.
CANTO XXVI e XXVII
No oitavo compartimento são punidos os maus conselheiros.
CANTO XXVIII
No nono círculo são punidos os semeadores de cismas.
CANTO XXIX e XXX
No décimo círculo são punidos os falsários.
CANTO XXXI
No último círculo infernal (nono) não há fogo, e sim frio. Lá ficam os traidores. Os três maiores são Judas, Brutus e Cássio Longino. Lúcifer está lá e devora os três. Então eles finalmente chegam ao centro da Terra e começam a subir para a saída. Nesse túnel eles vislumbram quatro estrelas, o Cruzeiro do Sul (isso mostra que o paraíso fica ao sul do Equador). Para chegar ao Paraíso é necessário antes passar pelo Purgatório.

### Purgatório

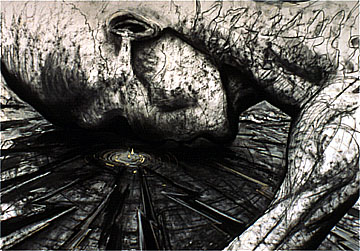
Purgatório,
por Gustave Doré

Segundo Dante, o Purgatório é um espaço intermediário entre o Paraíso e o Inferno, que se encontra na porção austral do planeta, onde existe uma única ilha. Dante encontra nesta ilha uma montanha composta por círculos ascendentes, reservada àqueles que se arrependeram em vida de seus pecados e estão em processo de expiação dos mesmos. No Purgatório as almas assistem às punições das outras almas que, por não se arrependerem, foram para o Inferno.
Canto IV
No início da subida da montanha estão esperando arrependidos tardios, que têm que aguardar a permissão para passarem pela Porta de São Pedro antes de iniciarem sua ansiada subida. Cada um dos sete círculos corresponde a um dos sete pecados capitais, na seguinte ordem: Orgulho, Inveja, Ira, Preguiça, Avareza junto ao Pródigo, Gula e Luxúria. Os Avarentos e Pródigos estão juntos no mesmo círculo, pois são os dois extremos, onde o avarento supervaloriza o dinheiro e o Pródigo o desperdiça.
No fim do Purgatório, Dante se despede de Virgílio, pois este, por ter sido pagão, não pode ter acesso ao Paraíso. Lá encontra Beatriz, sua amada quando estava na Terra. Esta o leva até o rio Lete. Quando Dante bebe a água do Lete, esta apaga a sua memória e seus pecados, como se tivesse renascido. Existe uma lenda que diz que o Paraíso fica entre o rio Tigre e o Eufrates. Quando Dante vê o rio, ele julga ser o Tigre, no atual Iraque. Finalmente, Dante chega ao Paraíso.

### Paraíso

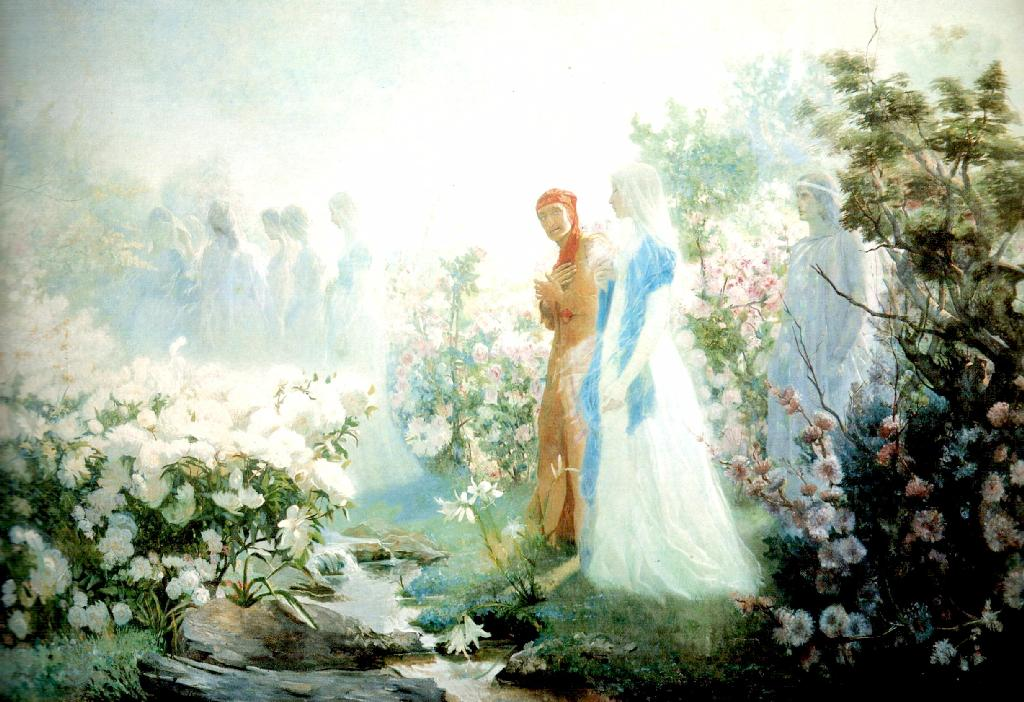
Dante e Beatriz, nas margens do Letes,
por Cristóbal Rojas, 1889

Existem sete céus móveis, cada céu corresponde a um planeta: Lua, Mercúrio, Vênus, Sol, Marte, Júpiter e Saturno, ordem ainda usada no esoterismo, como na cabala hermética. Em cada um dos céus Dante é abençoado e depois vai ao encontro de Deus.
O oitavo céu, ou o primeiro céu fixo, é onde as estrelas têm a configuração que vemos no "nosso" céu. Depois vão para o segundo céu fixo, ou nono céu, que é o céu Cristalino ou seja, não tem estrelas, é quase só luz, mas é material. O décimo céu é só luz, é o terceiro céu fixo, e é imaterial. No centro desse céu há uma rosa branca, que é Deus rodeado por almas, espíritos bons (eleitos, bem aventurados, santos, anjos). É uma rosa poética. No centro da rosa existe um triângulo, a Santíssima Trindade. São Bernardo acompanha Dante a partir do terceiro céu. Dante então vê Deus, pois São Bernardo intercede junto à Virgem Maria e esta concede sua visita.

## Teorias sobre a influência da filosofia islâmica
Em 1919, Miguel Asín Palacios, um estudioso espanhol e sacerdote católico, publicou La Escatología musulmana en la Divina Comedia (Escatologia Islâmica na Divina Comédia), um relato de paralelos entre a filosofia islâmica inicial e a Divina Comédia. Palacios argumentou que Dante derivou muitas características e episódios sobre o além a partir dos escritos espirituais de Ibn Arabi e do Isra e Mi'raj ou a jornada noturna de Maomé para o céu. Este último é descrito no ahadith e no Kitab al Miraj (traduzido para o latim em 1264 ou pouco antes como Liber Scalae Machometi, "O Livro da Escada de Maomé"), e tem semelhanças significativas com o Paradiso, como as sete partes da divisão do Paraíso, embora isso não seja exclusivo do Kitab al Miraj ou da cosmologia islâmica.
Algumas "semelhanças superficiais" da Divina Comédia ao Resalat Al-Ghufran ou Epístola do Perdão de Al-Ma'arri também foram mencionadas neste debate. O Resalat Al-Ghufran descreve a jornada do poeta nos reinos da vida após a morte e inclui o diálogo com as pessoas no Céu e Inferno, embora, ao contrário do Kitab al Miraj, haja pouca descrição desses locais, e é improvável que Dante fez empréstimo deste trabalho.
Dante, no entanto, viveu em uma Europa de substancial contato literário e filosófico com o mundo muçulmano, encorajado por fatores como o averroísmo ("Averrois, che'l gran comento feo" Commedia, Inferno, IV, 144, significando "Averróis, que escreveu o grande comentário") e o patrocínio de Alfonso X de Castela. Dos doze sábios que Dante encontra no canto X do Paradiso, Tomás de Aquino e, mais ainda, Siger de Brabante foram fortemente influenciado pelos comentaristas árabes sobre Aristóteles. O misticismo cristão medieval também compartilhava a influência neoplatônica dos sufis, como Ibn Arabi. O filósofo Frederick Copleston argumentou em 1950 que o respeitoso tratamento de Dante a Averróis, Avicena e Siger de Brabante indica seu reconhecimento de uma "considerável dívida" para com a filosofia islâmica.
Embora essa influência filosófica seja geralmente reconhecida, muitos acadêmicos não ficaram satisfeitos com o fato de Dante ter sido influenciado pelo Kitab al Miraj. O orientalista do século XX Francesco Gabrieli expressou ceticismo em relação às alegadas semelhanças, e à falta de evidência de um veículo através do qual poderiam ter sido transmitidas a Dante. Mesmo assim, enquanto rejeitava a probabilidade de algumas influências postuladas no trabalho de Palacios, Gabrieli admitiu que era “pelo menos possível, se não provável, que Dante pudesse ter conhecido o Liber Scalae e tirado dele certas imagens e conceitos da escatologia muçulmana". Pouco antes de sua morte, a filóloga italiana Maria Corti assinalou que, durante sua estada na corte de Alfonso X, o mentor de Dante, Brunetto Latini, conheceu Bonaventura de Siena, um toscano que traduziu o Kitab al Miraj do árabe para o latim. Corti especula que Brunetto pode ter fornecido uma cópia dessa obra a Dante. René Guénon, um convertido sufi e estudioso de Ibn Arabi, rejeitou em O Esoterismo de Dante a teoria de sua influência (direta ou indireta) sobre Dante. A teoria de Palacios de que Dante foi influenciado por Ibn Arabi foi satirizada pelo acadêmico turco Orhan Pamuk em seu romance O Livro Negro.

## Videogames
- Resident Evil: Revelations inspirado levemente no livro
- Dante's Inferno jogo inspirado no livro.
- Devil May Cry jogo com algumas referências do livro, os personagens Dante, Vergil e Trish foram inspirados em Dante, Virgilio e Beatriz.
- Umineko no Naku Koro Ni visual novel inspirado no livro, contendo personagens como Virgilia, Beatrice e Clair Vaux Bernardus (que remete a São Bernardo).
- Final Fantasy VI jogo em que a batalha final é uma alegoria ao livro.
- ULTRAKILL é inspirado no Inferno de Dante, se passando nos círculos do Inferno.